# Indirekte indgang
En vinklet eller indirekte indgang er et defensivt element i middelalderlig befæstning. I en borg med en vinklet indgang er portpassagen smal og drejer skarpt. Formålet er at forsinke angribere, der forsøger at storme porten, og forhindre brugen af rambuk mod dørene. Ofte kombineres dette med aktive forsvarsmidler som machicoulis.
Dens forsvarsmæssige funktion minder om en barbican foran hovedporten.
Indirekte indgange er typiske for arabiske og armenske befæstninger, samt korsfarerborgene. Aleppos Citadel er et godt eksempel på førstnævnte, med en massiv portbygning, der omslutter en kompleks passage. Den mest avancerede indirekte indgang blandt korsfarerborgenes findes ved Krak des Chevaliers, hvor en bøjet indgangsrampe kan forsvares fra flere tårne og via machicoulis. Men også den indirekte indgang til johanitterborgen ved Bayt Jibrin er kompleks.
Ud over hovedporten kunne også poterne have vinklet adgang, dog i mindre skala. For eksempel ved den ødelagte johanitterborg Belvoirfæstningen åbner poterne sig mod voldgraven i vinklen mellem ydermuren og hjørnetårnene.
Indirekte indgange af samme kompleksitet som ved Krak des Chevaliers er sjældnere i europæiske borge, hvor selv stærkt befæstede keeps med portbygning oftest har en lige passage. Se f.eks. den lange portkorridor ved Harlech Castle, som bruger flere døre og mordhuller, men ingen drejninger. Cathcart King har argumenteret for, at den indirekte indgang var mindre udbredt i Europa end i korsfarerstaterne, fordi transport i Europa primært baserede sig på vogne trukket af trækdyr – hvilket gør det upraktisk at manøvrere gennem snoede passager – mens kameler, som blev brugt i Østen, havde lettere ved sådanne bevægelser.